# بنامبرا، ویکتوریا
بنامبرا (به انگلیسی: Benambra) یک شهرک در استرالیا است که در ویکتوریا (استرالیا) واقع شده‌است.